# MC Sport Network
MC Sport Network è stata una talk radio sportiva nata il 29 gennaio 2018, spin-off di Radio Monte Carlo.
Il direttore responsabile era il giornalista sportivo Niccolò Ceccarini. Gli studi di trasmissione erano a Milano, Firenze e Roma.
Dal 31 maggio 2019 chiude definitivamente in seguito all'abbandono del progetto da parte dell'editore.
Buona parte delle frequenze FM del Nord Italia ritornano a Radio Monte Carlo 2 e la radio si ridimensiona a web-radio con il rebranding di TMW radio (come prima della nascita di MC Sport).

## Copertura
MC Sport Network aveva una copertura inter-regionale pertanto era considerata una "superstation". Il programma era diffuso in FM.
Da fine maggio 2019 la maggior parte delle frequenze ritornano a Radio Monte Carlo 2.
Le frequenze del centro-sud dell'Italia (e in seguito anche una buona parte delle frequenze che già diffondevano la stessa RMC 2) invece vengono cedute alla universitaria romana Radio Cusano Campus.

## Programmi e palinsesto
Fino a fine aprile 2019, la programmazione offriva ogni giorno 17 ore di diretta (7-24) tranne la domenica (9-24) mettendo in primo piano il calcio ed il calciomercato.
Dal 6 aprile 2019, il programma Edicola è in interconnessione con la web radio RadioBianconera.
Da fine aprile 2019, le ore di diretta da lunedì a venerdì sono state ridotte a 13 (7-20) a causa della chiusura del programma Due in fuorigioco condotto da Fabiana e Riccardo Este (che salutano quindi l'emittente).
Al posto di Due in fuorigioco subentra MC Sport Live Show condotto da Benvenuti e Ceccarini che si sposta ora nel "drive time" ed abbandona la fascia serale (20-24).
Da fine aprile 2019, la programmazione nella fascia serale (20-24) non prevede ore di diretta. Pertanto chiude il programma #Quellidellanotte condotto da Romualdi e Marucci.
Da fine aprile 2019, nel weekend le ore di diretta offerte sono 10 al sabato (11-21) e 9 la domenica (11-20) a causa della chiusura dei programmi Ogni Maledetto sabato condotto da Benedetta Radaelli e Fabio Donolato e Ogni Maledetta domenica condotto da Lapo De Carlo.
Il 31 maggio 2019 la radio chiude definitivamente: l'intero palinsesto, già in parte ridimensionato nei precedenti mesi, ritorna in blocco sulla web-radio TMW radio (come prima della nascita di MC Sport).

### Palinsesto
- Teste di Calcio
- Al Var dello sport
- Maracanà
- Mi ritorni in mente
- MC Sport Live show
- L'Edicola
- Caffè bollente
- Scanner
- Zona X
- Linea Diretta
- Parole di Calcio
- Coffee Break

### Rubriche di approfondimento
- A tutto Napoli
- Avanti Lazio
- Garrisca al vento
- Interline
- Luci di lanterna
- Milan News
- Stile Juventus
- Voce Giallo Rossa
- Tuttofantacalcio

## Conduttori
- Cristiano Abbonizio
- Marco Amabili
- Francesco Benvenuti
- Fabrizio Biasin
- Andrea Bosco
- Riccardo Caponetti
- Marco Conterio
- Nicola De Bonis
- Lapo De Carlo
- Lorenzo Di Benedetto
- Giulio Dini
- Fabio Donolato
- Marco Frattino
- Paolo Ghisoni
- Pietro Lazzerini
- Vincenzo Marangio
- Dario Marchetti
- Lorenzo Marucci
- Pietro Mazzara
- Alessandro Paoli
- Marco Piccari
- Mauro Suma
- Alessandro Rimi
- Francesco Tringali
- Gianluca Viscogliosi
- Daniele Petroselli
- Antonio Vitiello

## Ex conduttori
- Marco Baldini[10]: da settembre 2018 è stato sostituito da Lapo De Carlo alla conduzione del morning show Teste di Calcio
- Giorgia Baldinacci
- Federica Afflitto
- Elisa Di Iorio: direttrice di LazioPress sostituita da Jacopo Erba
- Carlotta Romualdi: ex conduttrice di #Quellidellanotte fino a fine aprile 2019
- Fabiana: ex speaker di Radio 105 dal 24-04-2019[8]
- Riccardo Este: ex speaker di Radio 105 dal 24-04-2019[8]
- Sergio Sironi: passa a Radio Number One da settembre 2018
- Dario Ronzulli: ex speaker di Radio Sportiva, dal 14-04-2019[11] passa a Radio Bologna Uno.
- Trio D'Italia (Garbelli, Montalto e Coco) da aprile 2019 sostituiti da Fabio Donolato.
- Benedetta Radaelli: da aprile 2019

## Opinionisti
- Alessio Alaimo
- Daniele Carnasciali
- Niccolò Ceccarini
- Alberto Cerruti
- Fulvio Collovati
- Raimondo De Magistris
- Alberto Di Chiara
- Antonio Di Gennaro
- Gianni Di Marzio
- Stefano Impallomeni
- Xavier Jacobelli
- Luca Marchetti:
- Giorgio Micheletti
- Malu Mpasinkatu
- Sebastiano Nela
- Tancredi Palmeri
- Claudio Pasqualin
- Tiziano Pieri
- Fabrizio Ponciroli
- Mario Sconcerti
- Mario Tenerani